# Carline Seiser
Carline Seiser (* 9. Juli 1960 in München) ist eine deutsche Schauspielerin, Malerin und Bildhauerin. Bekannt wurde sie Ende der 1970er Jahre durch das Science-Fiction-Drama Die Hamburger Krankheit.

## Leben und Karriere
Carline Seisers Vater starb einige Jahre nach ihrer Geburt, so wuchs sie mit ihrem jüngeren Bruder Philipp Seiser und einer älteren Schwester bei ihrer Mutter, zwei Tanten und den Großeltern auf. Die Mutter arbeitete beim Bayerischen Rundfunk und ihre Tante in der Dramaturgie der Münchner Kammerspiele. Dieses kreative Umfeld beeinflusste ihre Kindheit und die spätere Jugendzeit nachhaltig. So begeisterte sich Carline schon als Kind für die schönen Künste. Begegnungen mit Bildern diverser Künstler brachten sie schließlich selbst zum Malen und zur Malerei. 
Bekannt wurde Carline Seiser aber vor allem als junge Schauspielerin. 1977 spielte sie ihre erste Rolle im Ensemble um Gustl Bayrhammer, Helmut Fischer, Michael Degen und Volker Prechtel in der Tatort-Folge Das Mädchen am Klavier von Regisseur Lutz Büscher. Ein Jahr später engagierte sie Diethard Klante in seinem Krimidrama Lauter anständige Menschen neben Werner Asam, Hilde Lermann oder Horst Michael Neutze.
1978 besetzte der Regisseur Peter Fleischmann Carline Seiser für die weibliche Hauptrolle der Ulrike in Die Hamburger Krankheit, einem vier Millionen DM teuren utopischen Endzeit-Drama mit surrealen Zügen, neben Helmut Griem, Fernando Arrabal, Ulrich Wildgruber und Tilo Prückner. Dem verstörenden Film war zur Aufführungszeit 1979 kein überragender kommerzieller Erfolg beschieden, reifte aber in Fachkreisen neben Rainer Erlers dystopischem Drama Operation Ganymed wegen seiner exzellenten Besetzung und der atmosphärischen Musik von Jean-Michel Jarre schnell zu den intelligentesten und zeitlosesten Dramen des deutschen Science-Fiction-Films der 1970er Jahre und wurde im Rahmen des Arte-Themenabends Die Rückkehr der Viren erneut gesendet.
Über ihren Bruder Philipp Seiser, der als Musiker 1979 Konstantin Wecker kennenlernte und mit ihm auf Deutschlandtour ging, kam sie in Kontakt mit dem 1947 in München geborenen Schauspieler, Liedermacher und Sänger. Nach dem Abschluss der Dreharbeiten zu Die Hamburger Krankheit legte sie ihre Filmkarriere weitgehend auf Eis und das Paar heiratete 1980. Carline Seiser und Konstantin Wecker trennten sich 1988. 1991 sah man Carline Seiser unter der Regie von Wolf Gaudlitz in dem Fernsehfilm Die Väter des Nardino.
Neben ihren späteren Arbeiten als Malerin und Bildhauerin mit Ausstellungen in München und Wien arbeitete Carline Seiser auch am Theater für Bühnenbild und Kostüm und entwarf Plakate für Theater- und Filmprojekte.

## Filmografie
- 1977: Tatort – Das Mädchen am Klavier – Regie: Lutz Büscher
- 1978: Lauter anständige Menschen – Regie: Diethard Klante
- 1979: Die Hamburger Krankheit – Regie: Peter Fleischmann
- 1991: Die Väter des Nardino – Regie: Wolf Gaudlitz
- 1993: Verkehrsgericht (Fernsehserie, 1 Episode)